# シン・シティ (コミック)
『シン・シティ』 (Sin City) は、フランク・ミラー原作・作画による全7巻のネオ・ノワール犯罪グラフィックノベルである。1991年から2000年までにシリーズ本としてダークホースコミックスから出版された。

## ストーリー
各作品がそれぞれ独立した物語であるが、「舞台となっている街（シン・シティ）そのものが主人公」と位置づけられている。
『The Hard Goodbye （ハード・グッバイ）』
怪異な風貌の殺し屋マーヴは酒場でゴールディという美女と出会い、ホテルで一夜を共にした。しかし彼が目を覚ますとゴールディは死体となっており、マーヴは警察に追われる身となる。
マーヴはその容貌ゆえに疎まれていた自分に優しくしてくれたゴールディの仇を討ち、自分をハメた相手に復讐する為、行動を開始する。
『A Dame To Kill For』
私立探偵ドワイトは、元恋人のアヴァから電話を受けた。４年前、大富豪ダミアン・ロードと結婚して自分の許を去っていったアヴァからの知らせに迷いながら、ドワイトは待ち合わせの場所に来る。
アヴァは夫から過剰な束縛を受けており、このままでは殺されると怯えながら語る。
『The Big Fat Kill（ビッグ・ファット・キル）』
顔を変え、シン・シティに戻って来たドワイト。手下を引き連れ、今の恋人にしつこくつきまとうジャッキーボーイに制裁を加えて追い返した。だがドワイトは胸騒ぎを覚え、彼らを追いかける。
ジャッキーボーイはドワイトの元恋人ゲイルが仕切る娼婦街で「ルール」を破った為、用心棒のミホ（美穂）によって手下もろとも始末される。
『That Yellow Bastard（イエロー・バスタード）』
心臓に持病を持つ老刑事ハーティガン。連続幼女殺人犯ロアーク・ジュニアを追い詰めて重傷を負わせ、被害者の少女ナンシーを助けることに成功する。
ところが相棒であるボブに裏切られて銃で撃たれた上、ロアーク・ジュニアの父であるロアーク議員の復讐として、事件の犯人にされて刑務所に送られた。尋問が続く厳しい歳月、ナンシーだけはハーティガンを信じ、彼に手紙を送り続けた。しかし8年後、手紙が途絶える。
『Family Values』
ドワイトはゲイルからの依頼を引き受け、最近起きたダイナーの銃乱射事件の調査に乗り出した。
ターゲットとなった男ブルーノは、数年前に地元マフィアのマグリオッツィ・ファミリーのドンの姪を殺した事で報復を受け、引き金を引いたのはマグリオッツィの殺し屋で、ドンの甥でもあるヴィトだった。
事件を嗅ぎ回った事でヴィトを始めとした殺し屋に拉致されるドワイトだったが、美穂がその後を追跡、救助。しかしこの事件に巻き込まれて射殺された娼婦の存在が、さらなる復讐と報復を産む事となる。
『Booze, Broads, & Bullets』
全11話のオムニバス短編再録集。
『Hell And Back (A Sin City Love Story)』
元海軍特殊部隊にして、現在は画家や料理人アルバイトで生計を立てるウォレス。
自殺しようとしていた女性エスターを助け、話をする内に意気投合した。しかし彼女は何者かに誘拐され、自分も麻酔を打たれて昏倒した所を浮浪者と誤認されて逮捕されてしまう。釈放後、ウォレスはエスターの手掛かりを求めて彼女のアパートを訪問。

## 日本語訳
- 『シン・シティ 1 (The Hard Goodbye & A Dame to Kill For) 』（堺三保訳、小学館集英社プロダクション） 2014
- 『シン・シティ 2 (The Big Fat Kill & That Yellow Bastard)』（堺三保訳、小学館集英社プロダクション） 2014
- 『シン・シティ 3 (Family Values & Booze, Broads, & Bullets)』（堺三保訳、小学館集英社プロダクション） 2015
- 『シン・シティ 4 (Hell and Back)』（堺三保訳、小学館集英社プロダクション） 2015

## 関連事項
- シン・シティ - 映画版